# Экваториальная Гвинея
Экваториа́льная Гвине́я (исп. Guinea Ecuatorial [ɣiˈne.a ekwatoˈɾjal], фр. Guinée équatoriale, порт. Guiné Equatorial), официальное название — Респу́блика Экваториа́льная Гвине́я (исп. República de Guinea Ecuatorial [reˈpuβlika ðe ɣiˈne.a ekwatoˈɾjal], фр. République de Guinée équatoriale, порт. República da Guiné Equatorial) — государство в Центральной Африке. Граничит с Камеруном и Габоном. Омывается Гвинейским заливом.
Экваториальная Гвинея состоит из двух частей: материковой (Рио-Муни — 26 тыс. км²) и островной (острова Биоко — 2 тыс. км², Кориско, Аннобон, Большой Элобей, Малый Элобей и др.). Столица — в настоящее время город Малабо на острове Биоко, на континенте строится новая столица Сьюдад-де-ла-Пас. Население страны по переписи 2015 года (по предварительным данным) составило 1 222 442 человека. Это единственное суверенное государство Африки, официальным языком которого является испанский (наряду с французским и португальским).
Нефтяные месторождения и иностранные инвестиции помогли сделать Экваториальную Гвинею одним из самых богатых и стабильных государств Африки с 14-м по величине ИЧР, третьим по величине ВВП на душу населения (номинал) в Африке (после Республики Сейшельские Острова и Республики Маврикий) и шестым по величине ВВП на душу населения (ППС) в Африке (после Республики Сейшельские Острова, Республики Маврикий, Ливии, Ботсваны и Габона). Начиная с 1990-х годов государство стало крупным экспортёром нефти, за счёт чего его ВВП на душу населения поднялся на первые позиции в континентальной Африке. Однако доходы от нефти распределяются крайне неравномерно: значительная часть населения не имеет даже постоянного доступа к чистой воде, а детская смертность в стране остаётся на высоком уровне: до 20 % детей умирают, не дожив до пяти лет. По индексу человеческого развития находится на 145-м месте в мире (2021).

## Этимология
В колониальный период территорию страны занимала Испанская Гвинея. В 1959 году испанские владения в Гвинейском заливе получили статус заморских территорий Испании под названием «Экваториальный регион Испании» и были разделены на провинции Фернандо-По и Рио-Муни. В декабре 1963 года они были объединены в «Экваториальную Гвинею», которой была предоставлена ограниченная автономия. В 1968 году Испания предоставила Экваториальной Гвинее независимость. Название было принято в силу расположения страны в географической области Нижняя Гвинея и её близости к экватору.

## История
Ранняя история страны изучена достаточно слабо. К моменту начала европейской колонизации основными обитателями этой территории были племена пигмеев, фанг и буби (языковая семья банту).

### Колониальный период
В 1472 году португальская экспедиция под командованием капитана Фернандо По открыла остров в Гвинейском заливе, названный Фернандо-По (ныне — остров Биоко). Колонизация острова португальцами началась с 1592 года. В 1642—1648 годах островом пыталась овладеть Голландия.
В 1778 году по договору Эль-Пардо Португалия передала остров и территорию Рио-Муни на континенте Испании. Однако испанская экспедиция, посланная в Рио-Муни, была уничтожена местными племенами буби.
В начале XIX века (1827 год) остров Фернандо-По захватили англичане, основав там город Кларенс-Таун (ныне — столица Экваториальной Гвинеи город Малабо). В 1843 году испанцы отвоевали остров Фернандо-По, а в 1856 завоевали территорию Рио-Муни. Племена буби были оттеснены в горы.
Племя буби пыталось уничтожить испанских колонизаторов в 1898 году, в Рио-Муни, а затем, в 1906 году, на острове Фернандо-По. Оба восстания были подавлены испанцами.
В 1926 была создана Испанская Гвинея путём объединения в единую структуру колоний Рио-Муни, Биоко и Элобей, Аннобон и Кориско. Испания не была заинтересована в развитии инфраструктуры колонии, но заложила большие плантации какао на острове Биоко, куда были завезены тысячи рабочих из Нигерии.
В 1959 году Фернандо-По и Рио-Муни были объявлены заморскими провинциями Испании под названием «Экваториальный регион Испании». В декабре 1963 года Испанской Гвинее предоставлена ограниченная внутренняя автономия.

### Период независимости
Под давлением освободительного движения и Организации Объединённых Наций в марте 1968 года Испания согласилась начать процесс деколонизации; независимая республика была провозглашена 12 октября. 1 августа 1968 года в стране был проведён референдум, по итогам которого 63 % избирателей проголосовало за новую конституцию. Первым президентом стал Франсиско Масиас Нгема Бийого.
В июле 1970 года президентским декретом распущены все партии и организации и создана Единая национальная партия трудящихся, в которую было включено всё взрослое население страны. Во внешней политике Нгема пытался лавировать между Западом и СССР, но в итоге порвал отношения с Испанией и США (в 1970 году) и частично переориентировался на социалистические страны. В 1972 году он был провозглашён пожизненным президентом страны. В рамках кампании «подлинности» (замены испанских колониальных названий географических объектов на африканские) столицу Санта-Исабель переименовали в Малабо, а остров Фернандо-По в 1973 году переименован в остров Масиас-Нгема-Бийого. Под руководством президента, в поведении которого к концу 70-х начали проявляться признаки слабоумия, страна пришла к политическому и экономическому коллапсу.
3 августа 1979 года в стране произошёл военный переворот под предводительством племянника диктатора, Теодоро Обианга Нгемы Мбасого, бывшего заместителя министра обороны страны. Масиасу Нгеме было предъявлено обвинение в 80 тысячах убийств; он был признан виновным в 500 убийствах и приговорён к расстрелу. Так как население Экваториальной Гвинеи верило, что Масиас является колдуном и обладает сверхъестественными силами, ни один из солдат не согласился принять участие в расстреле — для совершения казни пришлось специально вызывать взвод марокканских наёмников.
Остров Масиас-Нгема-Бийого ещё раз был переименован, в остров Биоко.
В октябре 1979 года значительная часть национализированной собственности (плантации, предприятия, магазины и т. п.) возвращена прежним владельцам. В ноябре 1979 года провозглашена свобода частного предпринимательства. Вскоре были восстановлены отношения с Испанией и США. В 1982 году принята новая конституция, декларировавшая политические свободы; на шельфе в 1991 году началась добыча нефти.
Однако в 1990-х годах проводились массовые аресты деятелей оппозиции, многие были убиты, установлена фактически однопартийная диктатура, в которой президент неизменно переизбирается на несвободных выборах с показателями, близкими к 100 % голосов (самый низкий результат — в 2016 году: 93 %). Процветает непотизм и коррупция; «Форбс» оценивает состояние главы государства в 600 миллионов долларов США. Президенту, как в своё время и свергнутому им предшественнику, воздаются божественные почести.
В 2000-х годах имели место по крайней мере две попытки государственного переворота в Экваториальной Гвинее.
В 2010-х годах правительство страны начало строительство новой столицы на месте города Ойяла. Новую столицу назвали Сьюдад-де-ла-Пас.

## Природные условия
Материковая часть Экваториальной Гвинеи — Рио-Муни — нагорье высотой 600—900 м, вдоль побережья Атлантического океана — низменная равнина. Вулканический остров Биоко относится к Камерунской линии, высшая точка — гора Пико-Басиле (3011 м).
Климат экваториальный, постоянно влажный. Средние месячные температуры — +24…+28 °C. Осадки — более 2000 мм в год.
Речная сеть густая и полноводная. Реки порожисты, судоходны только в низовьях.
Растительность — влажные экваториальные леса. Произрастают свыше 150 ценных пород деревьев — масличная и кокосовая пальмы, хлебное дерево, железное дерево, окуме и др.
Животный мир богат и разнообразен — различные виды обезьян, слоны, леопарды, антилопы, газели и др. Много змей, птиц, насекомых, паукообразных.

## Государственное устройство
Республика. Глава государства — президент; избирается населением на 7-летний срок, количество сроков не ограничено. Очередные выборы прошли 24 апреля 2016 года, Теодоро Обианг Нгема Мбасого, правящий страной непрерывно с 1979 года, вновь объявлен победителем (с 93,7 % голосов).
Парламент — однопалатная Палата народных представителей из 100 депутатов, избираемых на 5 лет.
Политические партии (по итогам выборов в мае 2008-го и мае 2013-го):
- Демократическая партия (глава — Теодоро Обианг Нгема Мбасого) — 99 мест в парламенте;
- Объединённая партия за социальную демократию — 1 место в парламенте.

Ряд партий действует в подполье.

## Вооружённые силы
Национальная гвардия — является основой вооружённых сил армии Экваториальной Гвинеи. В её рядах насчитывается около 1,3 тысяч человек (1100 человек — сухопутные войска, 100 человек — военно-воздушные силы).
На вооружении: БРДМ-2 — 6 штук, БТР-152 — 10 штук. Имеется 4 Су-25 и транспортный самолёт Ан-72.
Транспортные самолёты и вертолёты: Як-40 — 1 штук, CASA C-212 — 3 штуки, Cessna-337 — 1 штука, SA-316 Alouette III — 2 штуки.
Военный бюджет Экваториальной Гвинеи — 0,1 % от ВВП.

## Административное деление
Территория Экваториальной Гвинеи разделена на 7 провинций, из них 2 расположены на острове Биоко, 1 на острове Аннобон и 4 в пределах континентальной части страны (Мбини).
В свою очередь, провинции входят в два региона: Островной и Континентальный (Мбини или Рио-Муни).
| Номер | Регион                  | Административный центр | ISO 3166-2 | Площадь, км² | Население, чел. (2015) | Плотность, чел./км² |
| ----- | ----------------------- | ---------------------- | ---------- | ------------ | ---------------------- | ------------------- |
| 1     | Островной               | Малабо                 | GQ-I       | 2034         | 339 695                | 167,01              |
| 2     | Континентальный (Мбини) | Бата                   | GQ-C       | 26 017       | 882 747                | 33,93               |
|       | Всего                   |                        |            | 28 051       | 1 222 442              | 43,58               |

| Административное деление Экваториальной Гвинеи на провинции | Административное деление Экваториальной Гвинеи на провинции | Административное деление Экваториальной Гвинеи на провинции | Административное деление Экваториальной Гвинеи на провинции | Административное деление Экваториальной Гвинеи на провинции | Административное деление Экваториальной Гвинеи на провинции | Административное деление Экваториальной Гвинеи на провинции | Административное деление Экваториальной Гвинеи на провинции |
| Провинции Экваториальной Гвинеи                             | Провинции Экваториальной Гвинеи                             | Провинции Экваториальной Гвинеи                             | Провинции Экваториальной Гвинеи                             | Провинции Экваториальной Гвинеи                             | Провинции Экваториальной Гвинеи                             | Провинции Экваториальной Гвинеи                             | Провинции Экваториальной Гвинеи                             |
| №                                                           | Провинция                                                   | Административный центр                                      | ISO 3166-2                                                  | Регион                                                      | Площадь, км²                                                | Население, чел. (2015)                                      | Плотность, чел./км²                                         |
| ----------------------------------------------------------- | ----------------------------------------------------------- | ----------------------------------------------------------- | ----------------------------------------------------------- | ----------------------------------------------------------- | ----------------------------------------------------------- | ----------------------------------------------------------- | ----------------------------------------------------------- |
| 1                                                           | Аннобон                                                     | Сан-Антонио-де-Пале                                         | GQ-AN                                                       | Островной                                                   | 17                                                          | 5232                                                        | 307,76                                                      |
| 2                                                           | Северный Биоко                                              | Малабо                                                      | GQ-BN                                                       | Островной                                                   | 776                                                         | 299 836                                                     | 386,39                                                      |
| 3                                                           | Южный Биоко                                                 | Луба                                                        | GQ-BS                                                       | Островной                                                   | 1241                                                        | 34 627                                                      | 27,90                                                       |
| 4                                                           | Центро-Сур                                                  | Эвинайонг                                                   | GQ-CS                                                       | Континентальный (Мбини)                                     | 9931                                                        | 141 903                                                     | 14,29                                                       |
| 5                                                           | Ке-Нтем                                                     | Эбебьин                                                     | GQ-KN                                                       | Континентальный (Мбини)                                     | 3943                                                        | 183 331                                                     | 46,50                                                       |
| 6                                                           | Литорал                                                     | Бата                                                        | GQ-LI                                                       | Континентальный (Мбини)                                     | 6665                                                        | 366 130                                                     | 54,93                                                       |
| 7                                                           | Веле-Нзас                                                   | Монгомо                                                     | GQ-WN                                                       | Континентальный (Мбини)                                     | 5478                                                        | 191 383                                                     | 34,94                                                       |
|                                                             | Всего                                                       |                                                             |                                                             |                                                             | 28 051                                                      | 1 222 442                                                   | 43,58                                                       |

## Население
Население страны по переписи 2015 года (по предварительным данным) составляло 1 222 442 человека.
Согласно оценочным данным, на 2020 год население страны составляет 836 178 человек.
Годовой прирост — 2,35 % (фертильность — 4,11 рождения на женщину; младенческая смертность — 59,7 на 1000).
Средняя продолжительность жизни — 65,7 года.
Заражённость вирусом иммунодефицита (ВИЧ) — 7,1 % (оценка 2018 года).
Городское население — 73,1 %.
Наиболее крупные этнические группы — фанг (86 %) и буби (7 %), незначительная часть населения (менее 1 %) — европейцы (в основном испанцы).
Языки — испанский (владеет 90 % населения, практически все жители владеют как вторым языком), из-за соседства с франкоязычными странами французский (менее 1/3 населения), португальский — официальные; местные языки — фанг и буби.
Религии — номинально католики, однако практикующие языческие обряды.
Грамотность — 97,4 % мужчин и 93 % женщин (оценка 2015 года).

## Экономика
Природные ресурсы — нефть, газ, лес, золото, бокситы, алмазы, тантал.
За счёт введённых в эксплуатацию нефтяных месторождений Экваториальная Гвинея за последние годы резко увеличила свои доходы, и в расчёте ВВП на душу населения (36,6 тыс. долл в 2009 году) стоит на первом месте в Чёрной Африке и на 30-м месте в мире.
Структура ВВП (в 2009 году):
- Сельское хозяйство — 2,4 %
- Промышленность — 93,3 %
- Сфера обслуживания — 4,2 %

В сельском хозяйстве культивируются кофе, какао, рис, ямс, кассава (тапиока), бананы, кокосы; разводится скот.
Промышленность — добыча нефти (в 2013 году — 14,6 млн тонн) и газа. Экваториальная Гвинея — производитель и экспортёр сжиженного природного газа (СПГ). Главный рынок сбыта — США. Мощность завода, запущенного в рамках проекта Equatorial Guinea LNG в 2007 году, составляет 3,72 млн тонн. Завод работает на сырье офшорных месторождений Альба и Зафиро.
Десятки тысяч рабочих из других стран Африки каждый год прибывают в Экваториальную Гвинею в поисках лучшей жизни. При этом вопросы снижения уровня бедности и достижения устойчивости экономики по-прежнему остаются достаточно острыми. Почти половина населения страны продолжает находиться за чертой бедности. По состоянию на 2019 год минимальный размер оплаты труда составляет 129 035 франков (222,99 $) в месяц.

### Внешняя торговля
Экспорт в 2017 году — 6,118 млрд долл. — нефть, газ, древесина, какао, кофе.
Основные покупатели — Китай (28 %), Индия (11,8 %), Южная Корея (10,3 %), Португалия (8,7 %), США (6,9 %), Испания (4,9 %).
Импорт в 2017 году — 2,577 млрд долл. — оборудование для нефтедобычи, промышленные товары, продовольствие.
Основные поставщики — Испания (20,5 %), Китай (19,4 %), США (13 %), Кот д’Ивуар (6,2 %), Нидерланды (4,7 %).
Входит в число стран АКТ.

### Газовая промышленность
На начало 2018 года доказанные запасы природного газа — 145 млрд кубометров. Основная часть сосредоточена в шельфовом месторождении Alba. Это основное месторождение, за счет которого обеспечивается большая часть товарной добычи.
| 2009 | 2010 | 2011 | 2012 | 2013 | 2014 | 2015 | 2016 | 2017 | 2019 |
| ---- | ---- | ---- | ---- | ---- | ---- | ---- | ---- | ---- | ---- |
| 6,9  | 7,7  | 7,2  | 6,9  | 7,2  | 7,1  | 6,7  | 6,9  | 7,5  | 6,8  |

В стране функционируют ГПЗ Alba Plant LLC и завод по производству СПГ EG LNG.
Экваториальная Гвинея осуществляет экспорт газа только в виде СПГ.
Основные направления экспорта: Индия (23,5 % в 2018 году), Китай (19,4 %), Чили (15,1 %), Пакистан (9,0 %), Сингапур (7,8 %).
| 2009 | 2010 | 2011 | 2012 | 2013 | 2014 | 2015 | 2016 | 2017 | 2018 |
| ---- | ---- | ---- | ---- | ---- | ---- | ---- | ---- | ---- | ---- |
| 4,7  | 5,2  | 5,3  | 4,9  | 5,1  | 5,0  | 5,0  | 4,3  | 4,8  | 4,7  |

## Культура и образование
В колониальный период образование можно было получить лишь в католических школах, правительство метрополии вело образование на испанском языке. Экваториальная Гвинея имела один из высочайших уровней грамотности на континенте — около 90 %.
Школьное образование бесплатное и является обязательным до 14 лет. Уровень грамотности — 95,12 % (2015), уровень грамотности среди молодёжи — 98 %.
Главный ВУЗ страны — Национальный университет Экваториальной Гвинеи (основан в 1995 г.). Состоит из следующих факультетов: факультеты сельского хозяйства, факультет рыбного хозяйства и медицинский, факультет бизнеса, образования, инженерный факультет. Более полумиллиона студентов получили стипендии на обучение в университете.

## СМИ
Государственная телерадиокомпания — RTVGE (Radio Televisión de Guinea Ecuatorial — «Радио и телевидение Экваториальной Гвинеи»), включает в себя телеканал TVGE (Televisión de Guinea Ecuatorial — «Телевидение Экваториальной Гвинеи»), запущенную TVE в 1968 году, и радиостанцию RNGE (Radio Nacional de Guinea Ecuatorial — «Национальное радио Экваториальной Гвинеи»), запущенную RNE в 1967 году.